# بنيامين كيرن
بنيامين كيرن (بالألمانية: Benjamin Kern)‏ (5 نوفمبر 1983 غوبينغن ألمانيا - ) هو لاعب كرة قدم ألماني، يلعب كلاعب وسط.

## مسيرته

### مسيرته مع الأندية
- 2004 - 2006 لعب مع دارمشتات 98 56 مباراة سجل خلالها هدف.
- 2006 - 2010 لعب مع نادي آوغسبورغ 63 مباراة سجل خلالها هدف.
- 2010 - 2010 لعب مع روت فايس آهلن 17 مباراة سجل خلالها هدف.
- 2010 - 2013 لعب مع نادي دويسبورغ 65 مباراة سجل خلالها هدفين.

## وصلات خارجية
- بنجامين كيرن على موقع قاعدة بيانات كرة القدم.إي يو (الإنجليزية)
- بنجامين كيرن على موقع بيانات كرة القدم. دي إي (الألمانية)
- بنجامين كيرن على موقع عالم كرة القدم.نت (الإنجليزية)